# Piaggio P.108
Die Piaggio P.108 war ein schwerer viermotoriger Bomber des italienischen Herstellers Piaggio, der während des Zweiten Weltkrieges bei der Regia Aeronautica und der deutschen Luftwaffe zum Einsatz kam.
Die P.108 war eine Weiterentwicklung der P.50-II. Nach dem Erstflug im Jahre 1939 erfolgten die ersten Einsätze ab 1942. Es wurden vier Versionen in geringen Stückzahlen hergestellt.

## P.108 Bomberversion
Die P.108 wurde seit 1937 von Piaggio entwickelt. Der Erstflug des Prototyps MM22001 fand am 24. November 1939 statt. Bis zum August 1943 wurden insgesamt 24 Bomber einschließlich des Prototyps ausgeliefert: MM22001–22008, 22601–22604 und 24315–24326. Die Lieferung der ersten acht bestellten Flugzeuge verlief sehr schleppend. Im Mai 1941 stellte die Regia Aeronautica die 274a Squadriglia auf, die mit diesem Muster ausgerüstet werden sollte. Sie erhielt die MM22003 als erstes Flugzeug. Am 7. August 1941 verunglückte Bruno Mussolini, einer der Söhne Benito Mussolinis, mit diesem Flugzeug bei einer Bruchlandung tödlich. Einige Flugzeuge konnten mit je einem Torpedo bewaffnet werden.
Der erste Kampfeinsatz konnte mit zwei Flugzeugen am 9. Juni 1942 geflogen werden. Im Laufe des Jahres wurden einige Angriffe auf Gibraltar durchgeführt. Die Staffel wurde ab November 1942 verstärkt zur Abwehr der alliierten Landung in Nordafrika eingesetzt. Die Mehrzahl der Flugzeuge ging bei diesen Kampfeinsätzen verloren. Am 9. August 1943 hatte die 274a Squadriglia noch fünf Flugzeuge im Bestand, zwei weitere waren bei Piaggio zur Reparatur. Die deutsche Luftwaffe übernahm die noch existierenden Flugzeuge nach dem September 1943, verwendete sie aber nur zur Ersatzteilgewinnung für die Transportversion P-108 T. Die P.108 A erlitt das gleiche Schicksal.
Die MM24318 wurde ab Dezember 1942 zur P.108 A umgebaut. Sie erhielt dabei anstelle des Glasbugs eine feste Bugverkleidung, in die eine 102-mm-Kanone zur Schiffbekämpfung eingebaut wurde. Der Erstflug in dieser Konstellation erfolgte am 3. März 1943. Zu einem Kampfeinsatz kam es nicht, auch wenn die Ausrüstung weiterer Flugzeuge aus der T-Serie mit dieser Waffe geplant war.

## P.108 C und T
Zu Beginn des Jahres 1940 zeigte die Fluggesellschaft LATI Interesse an der Boeing 307, die auf Grund ihrer Reichweite und ihrer Zuladung gut für den Südamerikaverkehr geeignet schien. Die LATI schlug vor, die Lizenz zu erwerben und die benötigten Flugzeuge in Italien bauen zu lassen. Das italienische Luftfahrtministerium beschloss als Alternative, auf Basis des Bombers P.108 ein Zivilflugzeug zu entwickeln. Dafür wurden die Tragflächen, das Leitwerk, die Motorgondeln und das Fahrwerk des Bombers übernommen, während der Rumpf mit einem Durchmesser von 3,25 m neu konstruiert wurde. Der Einbau einer Druckbelüftung war vorgesehen. Die 32 Passagierplätze waren in vier Abteilungen untergebracht. Als Antrieb konnten Pratt&Whitney-Motoren oder der Piaggio P.XII verwendet werden.
Ab März 1942 wurde aus der P.108 C die militärische Transportversion P.108 T entwickelt, die auf dem Rumpfrücken einen Drehturm erhalten sollte. Die P.108 C (MM496) flog erstmals am 16. Juli 1942, der Erstflug der T-Serie erfolgte am 7. September 1942 (MM24673). Das zweite Flugzeug (MM24668) wurde im April 1943 an die 248a Squadriglia der SAS übergeben. Bis zum 1. August 1943 konnten lediglich zwei weitere Flugzeuge geliefert werden. Die deutsche Luftwaffe entschied, das Muster nach dem Waffenstillstand weiterbauen zu lassen. Bis zum August 1944 wurden sieben weitere Flugzeuge geliefert. Die Flugzeuge wurden der IV. Gruppe des Transportgeschwaders 4 zugeteilt (insgesamt zwölf Flugzeuge T und C), die daneben noch die Junkers Ju 90 und später weitere mehrmotorige Großflugzeuge deutscher und italienischer Herkunft flog. Die Staffel wurde an der Ostfront und auf dem Balkan eingesetzt, bis die Flugzeuge im August 1944 wegen Treibstoffmangels stillgelegt wurden. Von der Version T wurden elf oder zwölf Flugzeuge gebaut (MM24667–24678 waren bestellt).

## P.133
Eine Weiterentwicklung der P.108 war die P.133, deren Prototyp zur Zeit des Waffenstillstands (3. September 1943) weit fortgeschritten war. Das Programm wurde jedoch kurz danach beendet, ohne dass der Prototyp fertiggestellt wurde. Das Flugzeug erhielt eine leichtere Struktur und sollte verbesserte Leistungen erreichen, nachdem die Ergebnisse der Untersuchung einer erbeuteten Consolidated B-24 Liberator in die Entwicklung eingeflossen waren. Die P.133 sollte eine errechnete Geschwindigkeit von 490 km/h erreichen und mit sechs 20-mm- und vier 12,7-mm-Maschinenkanonen ausgestattet werden sowie eine Bombenlast von bis zu 4800 kg tragen können.

## Varianten
- P.108 Bombardiere, schwerer Bomber, 24 Stück
- P.108A Artigliere, zur Schiffsbekämpfung, 102-mm-Kanone, 1 Stück (Umbau MM 24318)
- P.108C Civile, Passagierflugzeug, 32 Passagiere, 1 Stück (MM 496)
- P.108T Transportversion, 60 Soldaten, 11 oder 12 Stück (MM 24667–24678)
- P.112 Variante mit Piaggio-P.XXII-Motoren
- P.114 geplante Variante mit Schwimmern[4]
- P.133 weiterentwickelter Bomber, Prototyp wurde nicht fertiggestellt

## Militärische Nutzung
- Königreich Italien
- Deutsches Reich

## Technische Daten

Dreiseitenriss

| Kenngrößen            | Daten (Piaggio P.108B)                                                       |
| --------------------- | ---------------------------------------------------------------------------- |
| Besatzung             | 6                                                                            |
| Länge                 | 22,20 m                                                                      |
| Spannweite            | 32 m                                                                         |
| Höhe                  | 6 m                                                                          |
| Flügelfläche          | 135 m²                                                                       |
| Flügelstreckung       | 7,6                                                                          |
| Leermasse             | 17.325 kg                                                                    |
| max. Startmasse       | 29.885 kg                                                                    |
| Antrieb               | 4 × 18-Zylinder-Doppelsternmotor Piaggio P.XII RC.35, je 1.500 PS (1.103 kW) |
| Höchstgeschwindigkeit | 430 km/h                                                                     |
| Reichweite            | 3520 km                                                                      |
| Dienstgipfelhöhe      | 8500 m                                                                       |
| Bewaffnung            | 5 × 12,7-mm-MG, 2 × 7,7-mm-MG, 3500 kg Bomben                                |